# Братеш (комуна)
Братеш (рум. Brateș) — комуна у повіті Ковасна в Румунії. До складу комуни входять такі села (дані про населення за 2002 рік):
- Братеш (615 осіб) — адміністративний центр комуни
- Пакія (323 особи)
- Телекія (610 осіб)

Комуна розташована на відстані 155 км на північ від Бухареста, 22 км на схід від Сфинту-Георге, 40 км на північний схід від Брашова.

## Населення
За даними перепису населення 2002 року у комуні проживали 1548 осіб.
Національний склад населення комуни:
| Національність | Кількість осіб | Відсоток |
| -------------- | -------------- | -------- |
| угорці         | 1532           | 99,0%    |
| румуни         | 16             | 1,0%     |

Рідною мовою назвали:
| Мова      | Кількість осіб | Відсоток |
| --------- | -------------- | -------- |
| угорська  | 1532           | 99,0%    |
| румунська | 16             | 1,0%     |

Склад населення комуни за віросповіданням:
| Релігія       | Кількість осіб | Відсоток |
| ------------- | -------------- | -------- |
| реформати     | 1377           | 89,0%    |
| римо-католики | 112            | 7,2%     |
| православні   | 21             | 1,4%     |
| не релігійні  | 5              | 0,3%     |
| унітарії      | 3              | 0,2%     |
| п'ятдесятники | 1              | 0,1%     |